# Aloe Blacc

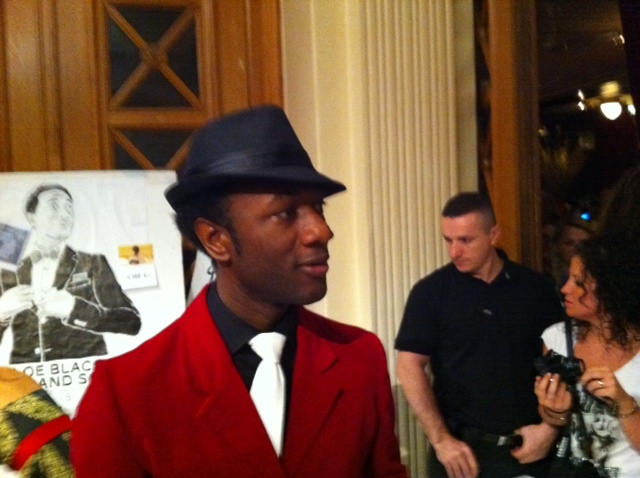
Aloe Blacc à Zurich (Suisse) en 2011.

Egbert Nathaniel Dawkins III, né le 7 janvier 1979 à Laguna Hills, connu professionnellement par son nom de scène Aloe Blacc, est un chanteur, parolier, rappeur, producteur, musicien et philanthrope américain. Il sort son premier album solo, intitulé Shine Through en 2006. Il est surtout connu pour les singles I Need a Dollar et Wake Me Up du DJ suédois Avicii. Outre sa carrière solo, Aloe Blacc est également membre du duo hip hop Emanon, aux côtés du producteur de disques américain Exile.

## Biographie

### Débuts
Egbert Nathaniel Dawkins III est né le 7 janvier 1979 à Laguna Hills, dans le comté d'Orange en Californie, dans la banlieue de Los Angeles. En 1995, il fonde avec Exile le groupe de rap Emanon, dont il est le chanteur. Le groupe joue pendant plus de dix ans et marque de son empreinte la scène indépendante de la côte ouest américaine. Après de nombreuses productions, un premier EP Anon and On sorti chez Ill Boogie Records permet au groupe de s'exporter hors des frontières américaines. Un album The Waiting Room paru chez Shaman Works sort en 2004. Depuis, chacun des membres du groupe poursuit un développement de carrière en solo. Exile produit de son côté propre album et des collaborations importantes (Mobb Deep, 50 Cent, Blu du groupe Dream Sequence Crew). Un troisième album d'Emanon est sorti en 2016.

### 2003–2011:Shine ThroughetGood Things
Aloe Blacc sort son premier album, Shine Through, qui reçoit des critiques favorables, en 2006 chez Stones Throw. Il est alors épaulé par Madlib et Peanut Butter Wolf. Il fonde, le temps d'un album, le groupe Bee avec Cradle.
En 2010, il sort le single I Need a Dollar, un succès mondial, qui devient le générique de la série How to Make It in America. Son deuxième album, Good Things parait le 27 septembre 2010.

### 2012–présent: Premier label majeurLift Your Spirit
En 2012, il participe à l'album Dusty Rainbow from the Dark de Wax Tailor.
Fin août 2012, Aloe Blacc sort un premier extrait de son nouveau projet intitulé Roseaux. Le groupe présente une version très soul de Walking on the Moon du groupe The Police.
En 2013, il collabore avec Avicii pour deux titres : Wake Me Up et Black and Blue. Dans la dynamique du succès de Wake Me Up!, il sort un EP contenant une version acoustique de cette chanson ainsi que trois autres pistes inédites : Love Is The Answer, Can You Do This, Ticking Bomb (titre figurant sur la bande son du film Expendables 3).
Le premier album d'Aloe Blacc sous le label Interscope Records, Lift Your Spirit, est sorti en novembre 2013 et a été produit par Pharrell Williams, DJ Khalil et l'auteur-compositeur Harold Lilly, entre autres. Les singles extrait de l'album sont Wake Me Up, The Man et Here Today. Au Royaume-Uni, il a promeut l'album en interprétant des chansons de celui-ci lors de l'émission Later... with Jools Holland.
Aloe Blacc sort son quatrième album dans le thème de Noël, Christmas Funk, le 9 novembre 2018 sous son propre label indépendant Aloe Blacc Recording.
Le 2 octobre 2020, Aloe Blacc sort son cinquième album All Love Everything (en) chez BMG. L'album inclut les singles I Do, My Way, et Hold On Tight.

## Vie privée
Aloe Blacc est marié à la rappeuse mexico-australienne Maya Jupiter (en) (de son vrai nom Melissha Martinez). En 2013, ils ont eu leur premier enfant, une fille, Mandela.

## Récompenses

### Brit Award
| Année | Artiste nommé | Prix                                         | Résultat   |
| ----- | ------------- | -------------------------------------------- | ---------- |
| 2012  | Aloe Blacc    | Révélation de l'année                        | Nomination |
| 2012  | Aloe Blacc    | Meilleur artiste solo masculin international | Nomination |

- 2011 : Soul Train Awards - Centric Award (nomination)[9]
- 2011 : Worker's Voice Award[10]
- 2014 : BET Awards - Centric Award (nominated)[11]

### Grammy Award
| Année | Travail nommé    | Prix               | Résultat   |
| ----- | ---------------- | ------------------ | ---------- |
| 2015  | Lift Your Spirit | Meilleur album R&B | Nomination |

## Discographie

### Albums en solo
- Shine Through (2006)
- Good Things (2010)
- Lift Your Spirit (2013)
- Christmas Funk (2018)
- All Love Everything (2020)